# Радобој
Радобој је насељено место и седиште општине у Крапинско-загорској жупанији, Хрватска. До територијалне реорганизације у Хрватској налазио се у саставу бивше велике општине Крапина.

## Становништво
На попису становништва 2011. године, општина Радобој је имала 3.387 становника, од чега у самом Радобоју 1.282.

## Попис1991.
На попису становништва 1991. године, насељено место Радобој је имало 1.359 становника, следећег националног састава:
| Попис 1991.‍   | Попис 1991.‍ | Попис 1991.‍ | Попис 1991.‍ | Попис 1991.‍ |
| ------------- | ----------- | ----------- | ----------- | ----------- |
|               |             |             |             |             |
| Хрвати        | Хрвати      |             | 1.354       | 99,63%      |
| Власи         | Власи       |             | 1           | 0,07%       |
| непознато     | непознато   |             | 4           | 0,29%       |
| укупно: 1.359 |             |             |             |             |